# 동막역
동막(저어새 생태학습관)역(東幕驛, Dongmak station)은 대한민국 인천광역시 연수구 동춘동에 있는 인천 도시철도 1호선의 전철역이다. 심야에 1편성이 주박한다.

## 역사
- 1999년 10월 6일(수요일) : 인천 도시철도 1호선 동막역~박촌역 구간 개통과 함께 종착역으로 영업 개시
- 2009년 6월 1일(월요일) : 인천 도시철도 1호선 국제업무지구역~동막역 구간 추가 개통과 함께 중간역이 됨

## 개요
송도국제교 하저터널로 캠퍼스타운역과 연결된다. 심야에 인천 도시철도 1호선 1편성이 주박한다.

## 역 구조
지하 1층에 개찰구 및 역무 시설, 지하 2층에 승강장이 있다. 각 층은 계단 및 엘리베이터로 연결된다. 동막역~박촌역 구간 개통 당시에는 서측 승강장(당역 종착)의 양면을 당역 종착 열차가, 동측 승강장(계양 방향)의 양면을 당역 시발 열차가 각각 사용하였다. 국제업무지구역~동막역 구간 추가 개통 후 동측 승강장(계양 방향)은 폐쇄되었으며, 서측 승강장(舊 당역 종착)만 1면 2선의 섬식 승강장으로 사용한다. 별도의 승강장 번호는 설정되어 있지 않다. 심지어 동측 승강장(舊 계양 방향)에는 역명판마저 바꾸지 않고, 그대로 있다. 출입구는 4개다.

### 승강장
2면 3선식 승강장을 갖춘 지하역이며, 현재 사용중인 서측 승강장에만 완전밀폐형 스크린도어가 설치되어 있다.
| 동춘 ↑                  |
| 하 상 \| 폐승강장 \| 동 |
| ↓ 캠퍼스타운            |

| 하선 | ● 인천 도시철도 1호선 | 인천대입구·센트럴파크·송도달빛축제공원 방면 |
| 중선 | ● 인천 도시철도 1호선 | 원인재·인천시청·부평·계양·검단호수공원 방면 |
| 중선 | 미사용                |                                             |
| 상선 |                       |                                             |

## 역 주변
- 남동인더스파크 2단지
- 인천대건고등학교
- 인천박문초등학교
- 인천뷰티예술고등학교
- 승기하수처리장
- 인천서면초등학교
- 인천시립롤러스케이트장
- 신송고등학교
- 신송중학교
- 인천광역시평생학습관
- 인천환경공단 승기사업소
- 인천환경공단 승기축구장(프로축구 K리그 2군 R리그 인천 유나이티드 홈구장)

## 이용객 변동
| 노선       | 노선    | 일평균 인원수 (명/일) | 일평균 인원수 (명/일) | 일평균 인원수 (명/일) | 일평균 인원수 (명/일) | 일평균 인원수 (명/일) | 일평균 인원수 (명/일) | 일평균 인원수 (명/일) | 일평균 인원수 (명/일) | 일평균 인원수 (명/일) | 일평균 인원수 (명/일) | 각주  |
| 노선       | 노선    | 2003년                | 2004년                | 2005년                | 2006년                | 2007년                | 2008년                | 2009년                | 2010년                | 2011년                | 2012년                | 각주  |
| ---------- | ------- | --------------------- | --------------------- | --------------------- | --------------------- | --------------------- | --------------------- | --------------------- | --------------------- | --------------------- | --------------------- | ----- |
| 인천 1호선 | 승차    | 3,249                 | 3,364                 | 4,013                 | 5,452                 | 5,924                 | 6,815                 | 6,059                 | 5,506                 | 5,840                 | 6,181                 | [ 1 ] |
| 인천 1호선 | 하차    | 3,293                 | 3,434                 | 4,078                 | 5,370                 | 5,809                 | 6,669                 | 5,895                 | 5,321                 | 5,646                 | 5,952                 | [ 1 ] |
| 인천 1호선 | 승·하차 | 6,542                 | 6,817                 | 8,092                 | 10,823                | 11,733                | 13,484                | 11,955                | 10,828                | 11,486                | 12,133                | [ 1 ] |
| 노선       | 노선    | 2013년                | 2014년                | 2015년                | 2016년                | 2017년                |                       |                       |                       |                       |                       | [ 1 ] |
| 인천 1호선 | 승차    | 6,432                 | 6,228                 | 6,004                 | 6,208                 | 6,231                 |                       |                       |                       |                       |                       | [ 1 ] |
| 인천 1호선 | 하차    | 6,178                 | 6,014                 | 5,729                 | 5,925                 | 5,881                 |                       |                       |                       |                       |                       | [ 1 ] |
| 인천 1호선 | 승·하차 | 12,610                | 12,242                | 11,733                | 12,133                | 12,112                |                       |                       |                       |                       |                       | [ 1 ] |

## 사진

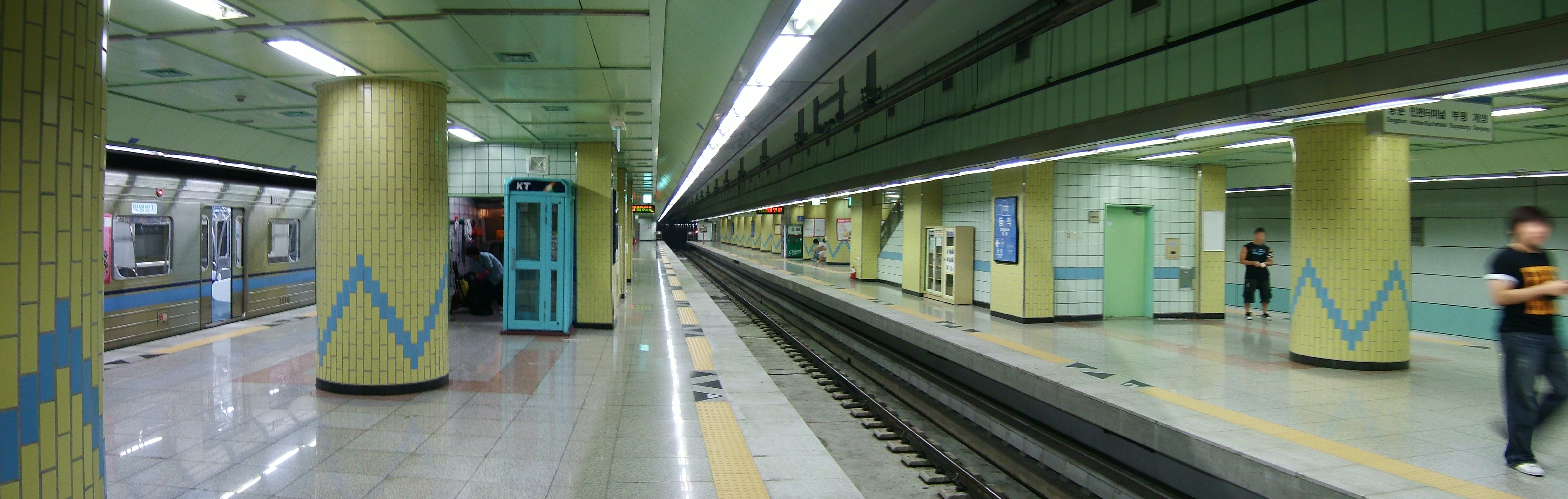
당역 종착 승강장(좌), 계양 방향 승강장(우)(국제업무지구역~동막역 구간 추가 개통·스크린도어 설치 전)
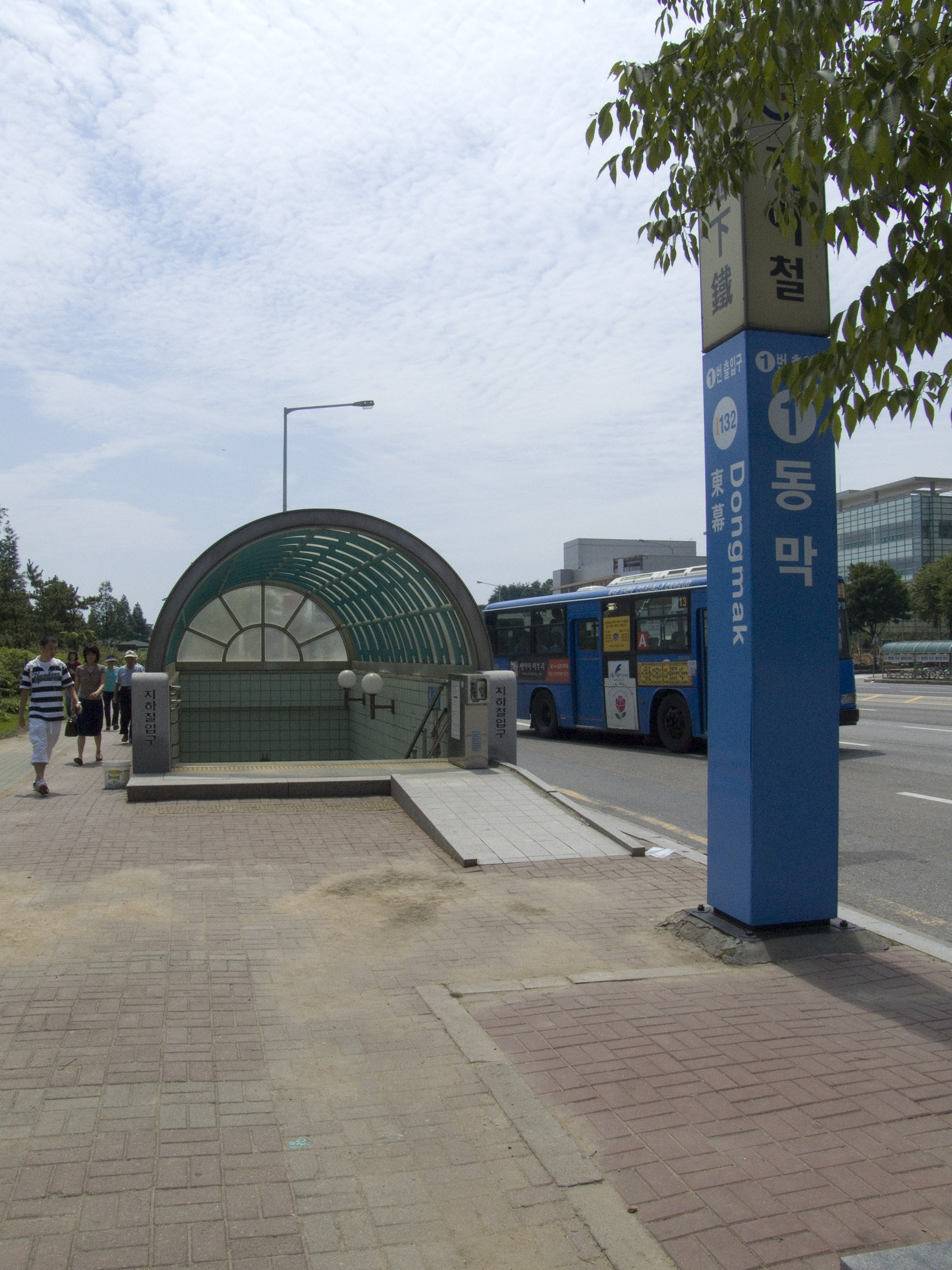
1번 출입구
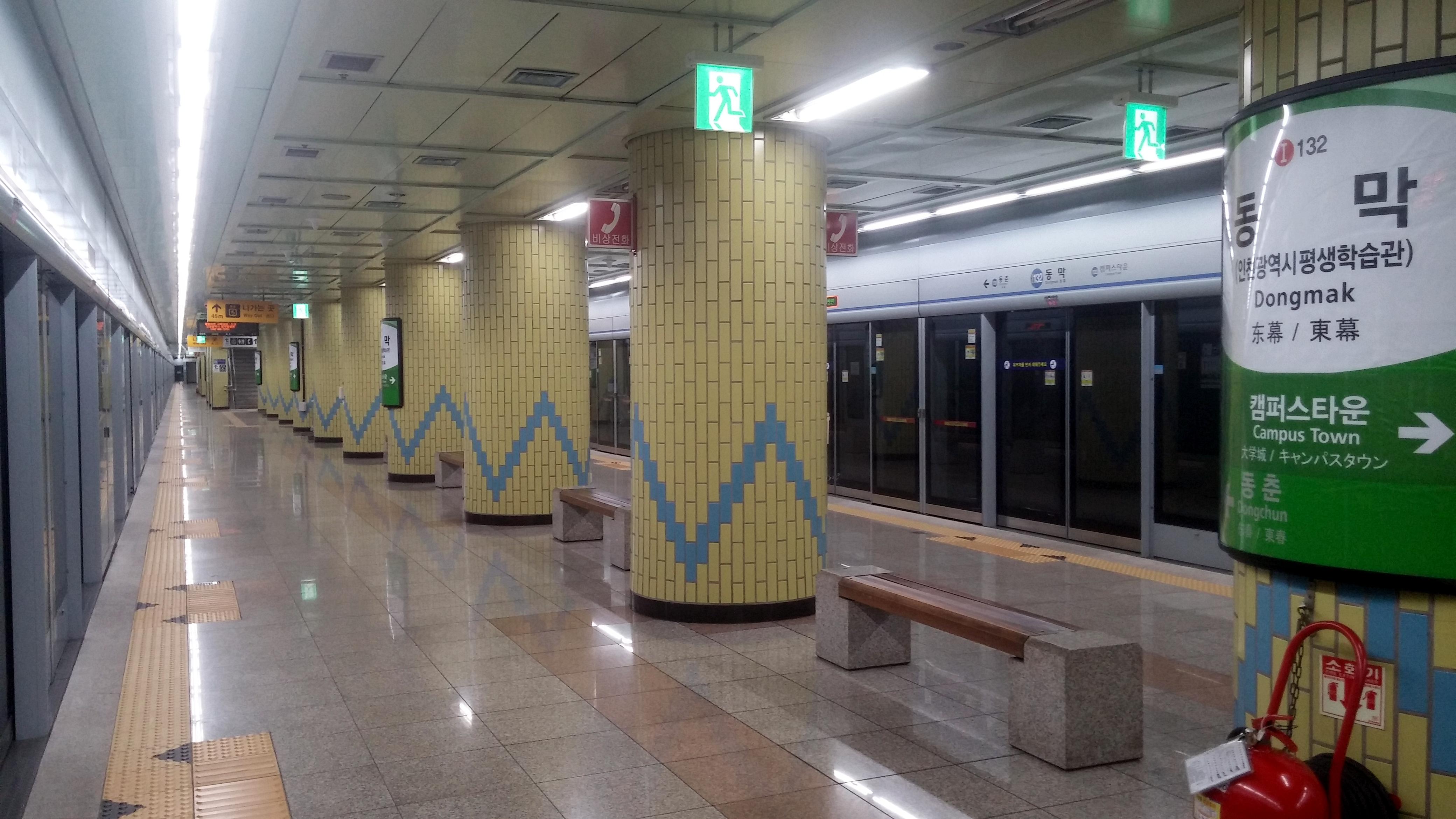
송도달빛축제공원 방향 승강장(좌), 계양 방향 승강장(우)
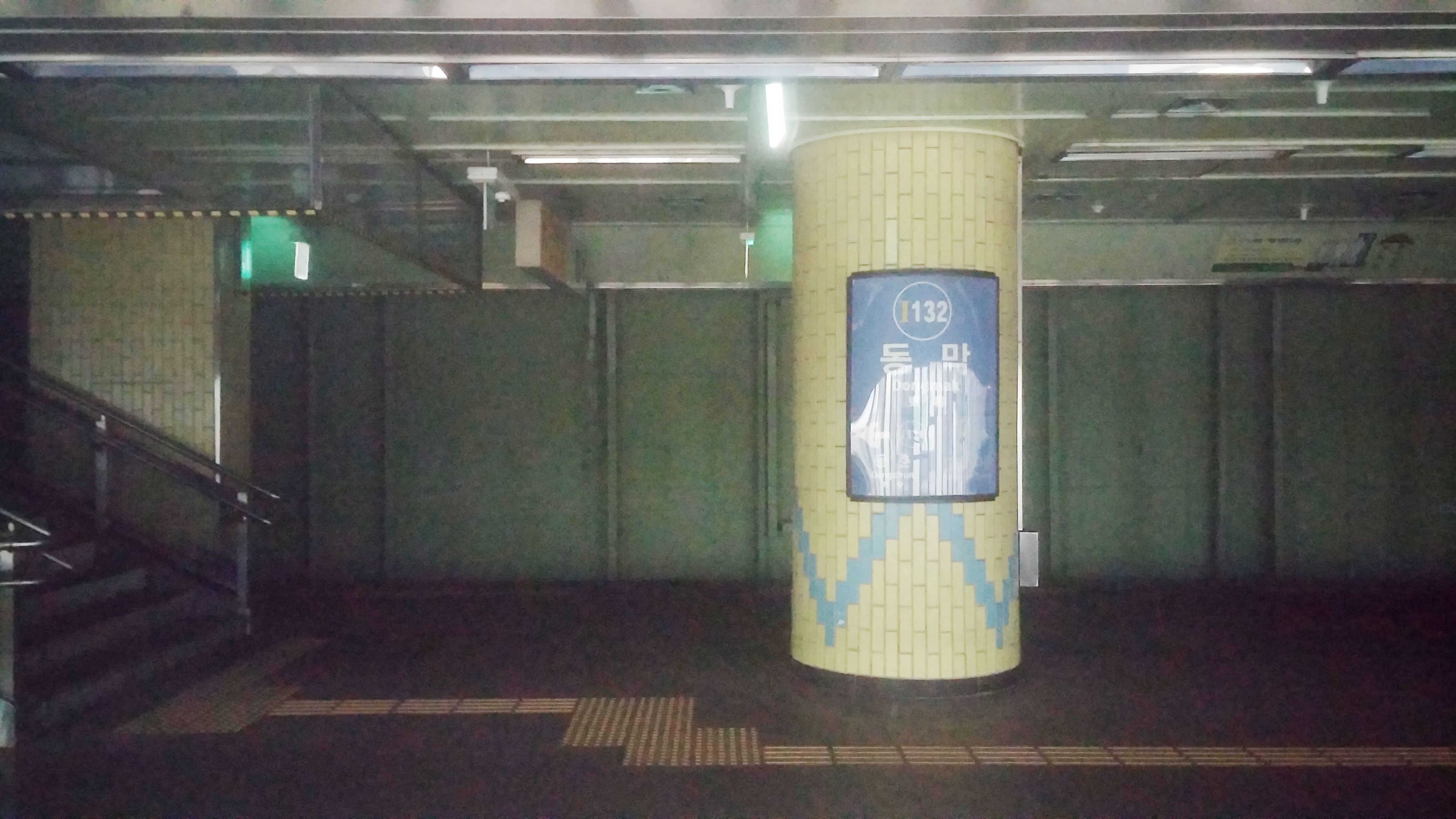
폐쇄된 동측 승강장(舊 계양 방향 승강장)

## 인접한 역
| 인천 도시철도 1호선         | 인천 도시철도 1호선                      | 인천 도시철도 1호선                   |
| --------------------------- | ---------------------------------------- | ------------------------------------- |
| I131 동춘 검단호수공원 방면 | ● 인천 도시철도 1호선 (1부 열차 시·종착) | I133 캠퍼스타운 송도달빛축제공원 방면 |